# Moss Glen Falls (Granville)
Die Moss Glen Falls sind ein mehrstufiger Wasserfall auf dem Gebiet der Gemeinde Granville im US-Bundesstaat Vermont. Mit ihm stürzt der Deer Hollow Brook über mehrere Kaskaden mehr als 22 Meter (68 foot) in ein Tal; der Hauptfall ist dabei etwa 12 Meter (35 foot) hoch. Der Fall ist Teil des Naturschutzgebietes White Mountain National Forest.
Durch seine große Nähe zur Vermont Route 100 ist der Fall leicht zu erreichen und stellt ein häufig besuchtes touristisches Ziel dar.